# Гова, Альберт
Альберт Абрахам Гова (нем. Albert Abraham Gowa; 14 апреля 1843, Гамбург — 30 августа 1919, Гамбург) — немецкий виолончелист.
Учился в Гамбурге у Луи Лее, затем в Лейпцигской консерватории у Карла Давыдова и Луи Любека и наконец в Дрездене у Фридриха Грюцмахера. В молодости гастролировал как солист, в частности, в 1867 г. в Лондоне и в 1868 г. в Копенгагене. В 1869—1872 гг. солист придворного оркестра графа Шаумбург-Липпе в Бюккебурге.
В 1873 г. вернулся в Гамбург. Играл в струнном квартете Генри Шрадика, в том числе на премьерном исполнении Второго струнного квартета Иоганнеса Брамса (29 ноября 1873 г.). Выступал также в иных квартетных составах, в том числе с Леопольдом Ауэром и Флорианом Зайицем, а также с Карлом Баргхеером, известным как гамбургский пропагандист поздних квартетов Людвига ван Бетховена. На протяжении многих лет вёл педагогическую работу, среди его учеников Генрих Варнке.